# Ramona Bräu
Ramona Bräu ist eine deutsche Historikerin und Politologin mit den Schwerpunkten „Arisierung“ und Zwangsarbeit in der Zeit des Nationalsozialismus.

## Werdegang
Ramona Bräu studierte neuere und neueste Geschichte und Politikwissenschaft an der Friedrich-Schiller-Universität Jena und Polnische Geschichte an der Universität Wrocław (Breslau). Ihre Forschungsschwerpunkte waren Wirtschafts-, Gesellschafts- und Alltagsgeschichte im Nationalsozialismus, Geschichte der NS-Konzentrationslager und des Holocaust sowie Geschichte der Deutsch-Polnischen Beziehungen im 20. Jahrhundert. Sie war inhaltlich verantwortliche Mitarbeiterin des Buch- und Ausstellungsprojekts „Arisierung“ in Thüringen am Historischen Institut der Universität Jena. Ihre Magisterarbeit schrieb sie 2006 über Arisierung in Breslau. Die Entjudung einer deutschen Großstadt und deren Entdeckung im polnischen Erinnerungsdiskurs.
Anschließend war sie Leonardo-da-Vinci-Stipendiatin der Stiftung für Europäische Verständigung in Krzyżowa (Kreisau/Polen) und von 2008 bis 2010 wissenschaftliche Volontärin an der Gedenkstätte Buchenwald der Stiftung Gedenkstätten Buchenwald und Mittelbau-Dora. 2010 und 2011 hatte Bräu einen Lehrauftrag an der Universität Erfurt am Lehrstuhl Geschichte Ostmitteleuropas inne. Ihre Forschungen über den deutschen Rüstungskonzern HASAG als Profiteur von Zwangsarbeit präsentierte sie bei einem Symposion der Gedenkstätte für Zwangsarbeit Leipzig, bei einer wissenschaftlichen Tagung in Leipzig zum Tag der Stadtgeschichte 2011 und bei einer Konferenz des Arbeitskreises Technikgeschichte des VDI Leipzig. Von 2011 bis 2014 war sie wissenschaftliche Mitarbeiterin am Projekt des Bundesfinanzministeriums zur Geschichte des Reichsministeriums der Finanzen in der Zeit des Nationalsozialismus.
Mittlerweile ist Bräu stellvertretende Abteilungsleiterin der Abteilung Tracing beim International Tracing Service (ITS) in Bad Arolsen.

## Publikationen

### Bücher
- Die Plünderung Polens. Die Reichsfinanzverwaltung in den Jahren der Besatzung (1939–1945). De Gruyter Oldenbourg, Berlin 2021, ISBN 978-3-11-071793-8.[5]
- "Arisierung" in Breslau: Die "Entjudung" einer deutschen Großstadt und deren Entdeckung im polnischen Erinnerungsdiskurs. VDM Verlag Müller, Saarbrücken 2008, ISBN 978-3-8364-5958-7. (db-thueringen.de, Digitale Bibliothek Thüringen)
- mit Thomas Wenzel (Hrsg.): „ausgebrannt, ausgeplündert, ausgestoßen“; die Pogrome gegen die jüdischen Bürger Thüringens im November 1938; Quellen zur Geschichte Thüringens. Landeszentrale für politische Bildung Thüringen, Erfurt 2008, ISBN 978-3-937967-41-7.[6]
- Monika Gibas (Hrsg.), Ramona Bräu u. a. (Redaktion): „Arisierung“ in Thüringen: Entrechtung, Enteignung und Vernichtung der jüdischen Bürger Thüringens 1933–1945. Landeszentrale für Politische Bildung Thüringen, Erfurt 2006, ISBN 3-937967-06-0.

### Essays und Fachartikel
- Mit Ralf Banken: "Herrenloses Gut". Raub und Verwertung mobilen polnischen Eigentums im Zweiten Weltkrieg. In: Michael Kempe, Robert Suter (Hrsg.): Res nullius. Zur Genealogie und Aktualität einer Rechtsformel. (= Schriften zur Rechtsgeschichte. Band 170). Duncker & Humblot, Berlin 2015, ISBN 978-3-428-84536-1.
- Zwangsarbeit – Rüstung – Volksgemeinschaft. Die Leipziger Rüstungsfirma Hugo Schneider AG im „Dritten Reich“ – Versuch einer Einordnung. In: Susanne Schötz (Hrsg.): Leipzigs Wirtschaft in Vergangenheit und Gegenwart. Akteure, Handlungsspielräume, Wirkungen (1400–2011). (= Quellen und Forschungen zur Geschichte der Stadt Leipzig. Bd. 3). Leipziger Universitätsverlag, Leipzig 2012, ISBN 978-3-86583-637-3, S. 337–355.
- Zwischen Schlesien und Palästina: Lebensläufe schlesischer Juden auf der Grundlage von Zeitzeugeninterviews. In: Maximilian Eiden (Hrsg.): Von Schlesien nach Israel. Juden aus einer deutschen Provinz zwischen Verfolgung und Neuanfang. Schlesisches Museum, Görlitz 2010, ISBN 978-3-9813510-0-2, S. 65–84.
- Shoah und „Arisierung“ in Schlesien – aktueller Forschungsstand. In: Cornelia Domaschke, Daniela Schmohl, Günter Wehner: Nationalsozialismus und antifaschistischer Widerstand in Schlesien. (= Manuskripte der Rosa-Luxemburg-Stiftung. Bd. 84). Dietz, Berlin 2009, ISBN 978-3-320-02191-7. (rosalux.de)
- Volkhard Knigge, Gerd Fleischmann (Hrsg.): Franz Ehrlich: ein Bauhäusler in Widerstand und Konzentrationslager. Neues Museum Weimar, 2009, ISBN 978-3-935598-15-6. (mit Beiträgen von Harry Stein, Ramona Bräu, Sabine Stein, Gerd Fleischmann, Adina Seeger)
- „Arisierung“ in Thüringen Ausgegrenzt. Ausgeplündert. Ausgelöscht. Katalog zur gleichnamigen Ausstellung, Leipziger Universitätsverlag, Leipzig 2009, ISBN 978-3-86583-351-8.
- "... verließen meine Frau und ich, das damals verpestete Deutschland im Januar 1939. Wir mussten es verlassen, weil wir sahen, dass unser Leben auf dem Spiel stand." Überzeugter Patriot und Protestant Dr. Walter Spiegel – thüringischer Studienrat in Gotha und Gera. In: Monika Gibas (Hrsg.): Ich kam als wohlhabender Mensch nach Erfurt und ging als ausgeplünderter Jude davon. Schicksale 1933–1945. Landeszentrale für politische Bildung Thüringen, Erfurt 2008, ISBN 978-3-937967-39-4, S. 11–18. (thueringen.de, PDF; 6,7 MB)
- Überzeugter Patriot und Protestant Dr. Walter Spiegel – thüringischer Studienrat in Gotha und Gera. In: Monika Gibas (Hrsg.): "Ich kam als wohlhabender Mensch nach Erfurt und ging als ausgeplünderter Jude davon." Schicksale 1933–1945. Landeszentrale für Politische Bildung Thüringen, Erfurt 2008, S. 11–18.
- David Littmann and the Mohrenapotheke in Erfurt. In: Monika Gibas (Hrsg.): Fates of Jewish Families in Thuringia 1933 – '45. Erfurt 2009. (thueringen.de, PDF)

## Mitarbeit bei Ausstellungen
- Internationale Wanderausstellung „Zwangsarbeit. Die Deutschen, die Zwangsarbeiter und der Krieg“, Stiftung Gedenkstätten Buchenwald und Mittelbau-Dora
- „Arisierung in Thüringen“. Entrechtung, Enteignung und Vernichtung der jüdischen Bürger Thüringens 1933–1945, uni-jena.de